# Tonle Sap
Tonle Sap (khmer: ទន្លេសាប), även Tônlé Sap, är en sjö och flod i Kambodja. Sjöns yta varierar mellan 2 500 och 16 000 kvadratkilometer beroende på årstiden och medeldjupet varierar mellan 2 och 10 meter vilket gör den till Sydostasiens största sötvattenssjö. Ekosystemet kring sjön blev ett Unesco Biosphere Reserve 2001, men hotas av skogsskövling och dammprojekt uppströms på Mekongfloden.
Floden Tonle Sap är ca 100 km lång och rinner mellan sjön och Mekongfloden i Phnom Penh. Under regnperioden för floden upp Mekongs överflödsvatten till sjön Tonle Sap och senare under året byter floden riktning.
Såväl sjön som floden är viktiga källor till fisk och den räknas till en av världens rikaste källor till sötvattensfisk, bland annat Tetraodon Cochichinensis och Tetraodon Fangi.
I både sjön och floden finns 170 flytande byar. Sammanlagt bor där ungefär 90 000 människor varav många etniska vietnameser.

## Bildgalleri

Tonlé Sap
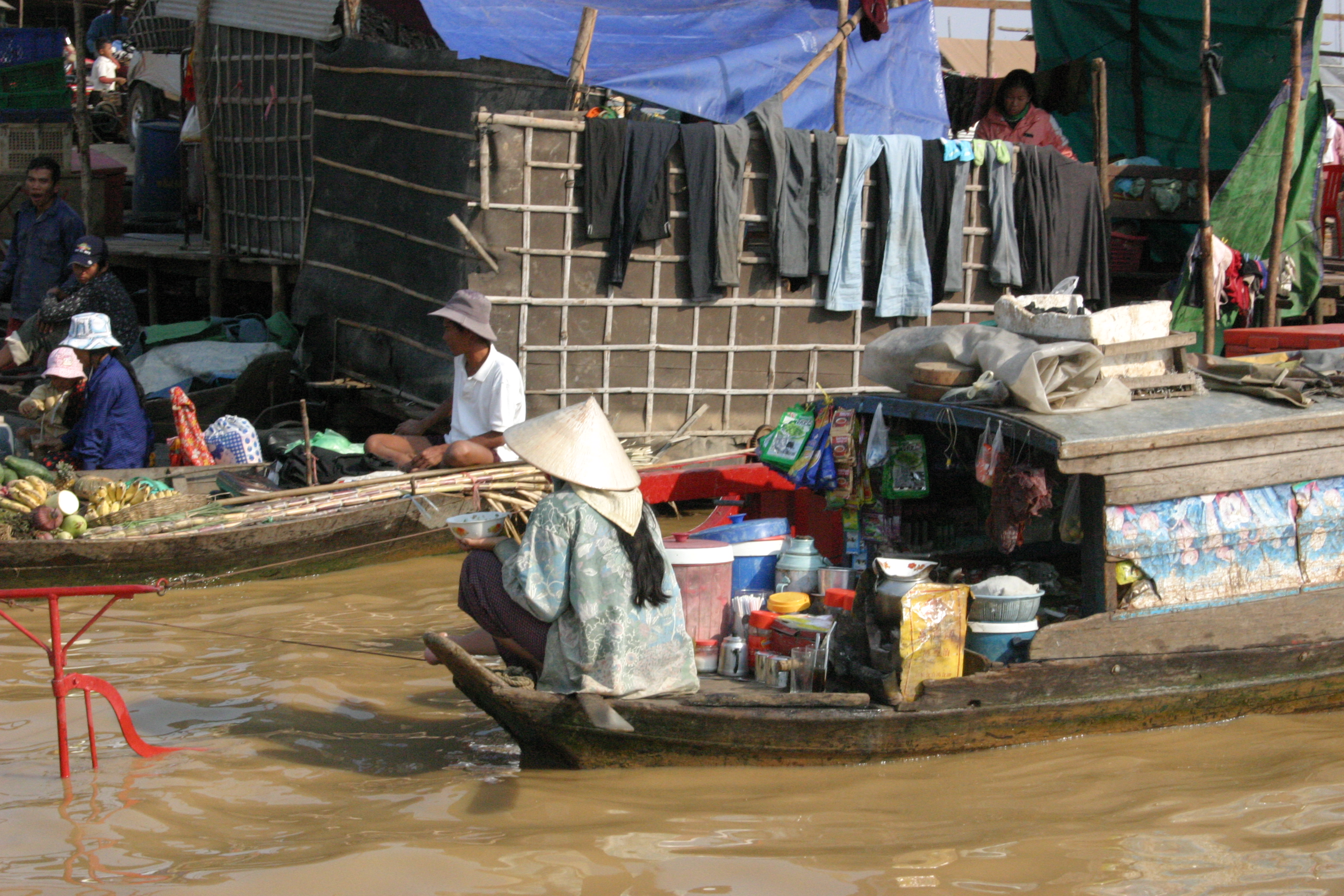
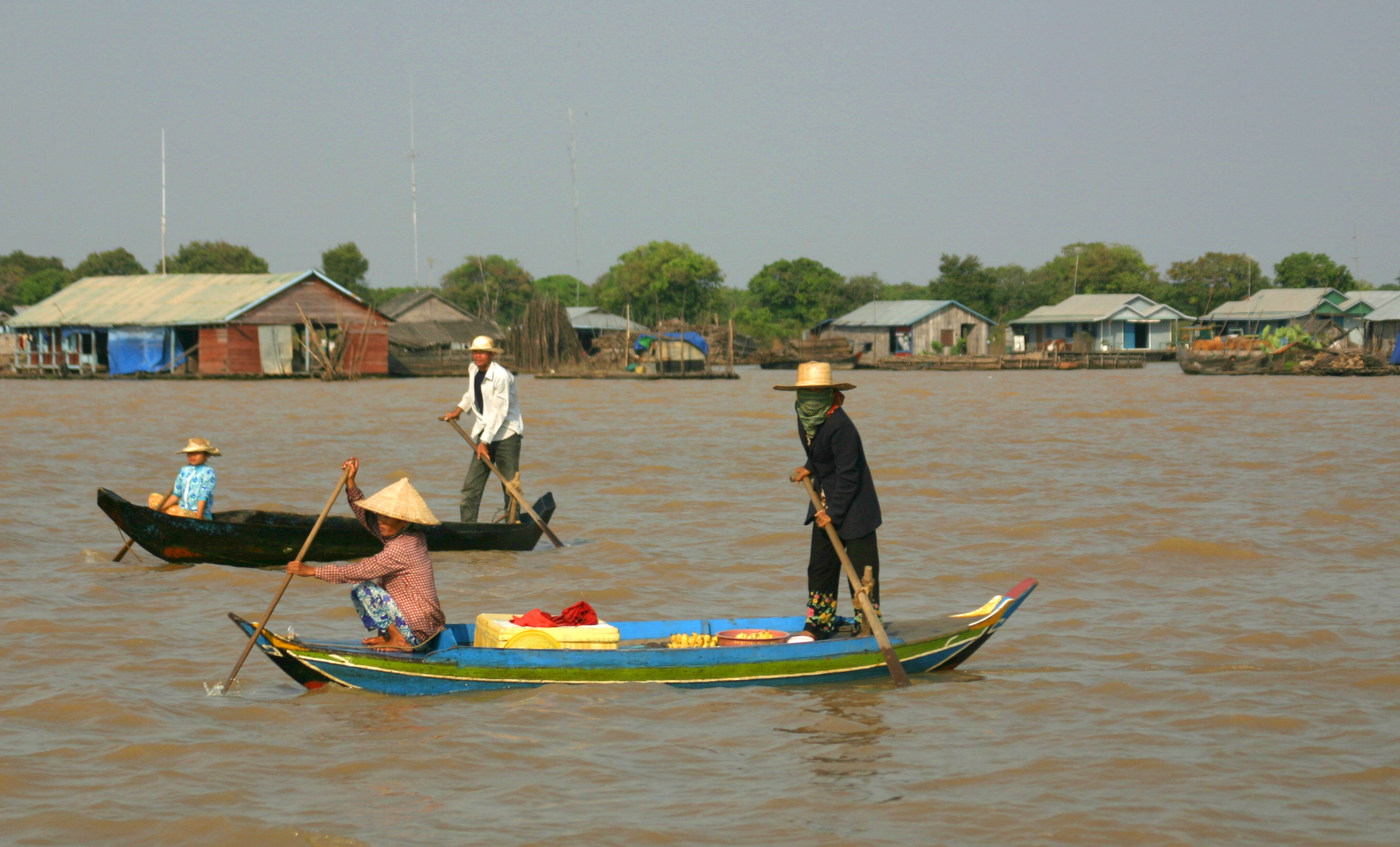
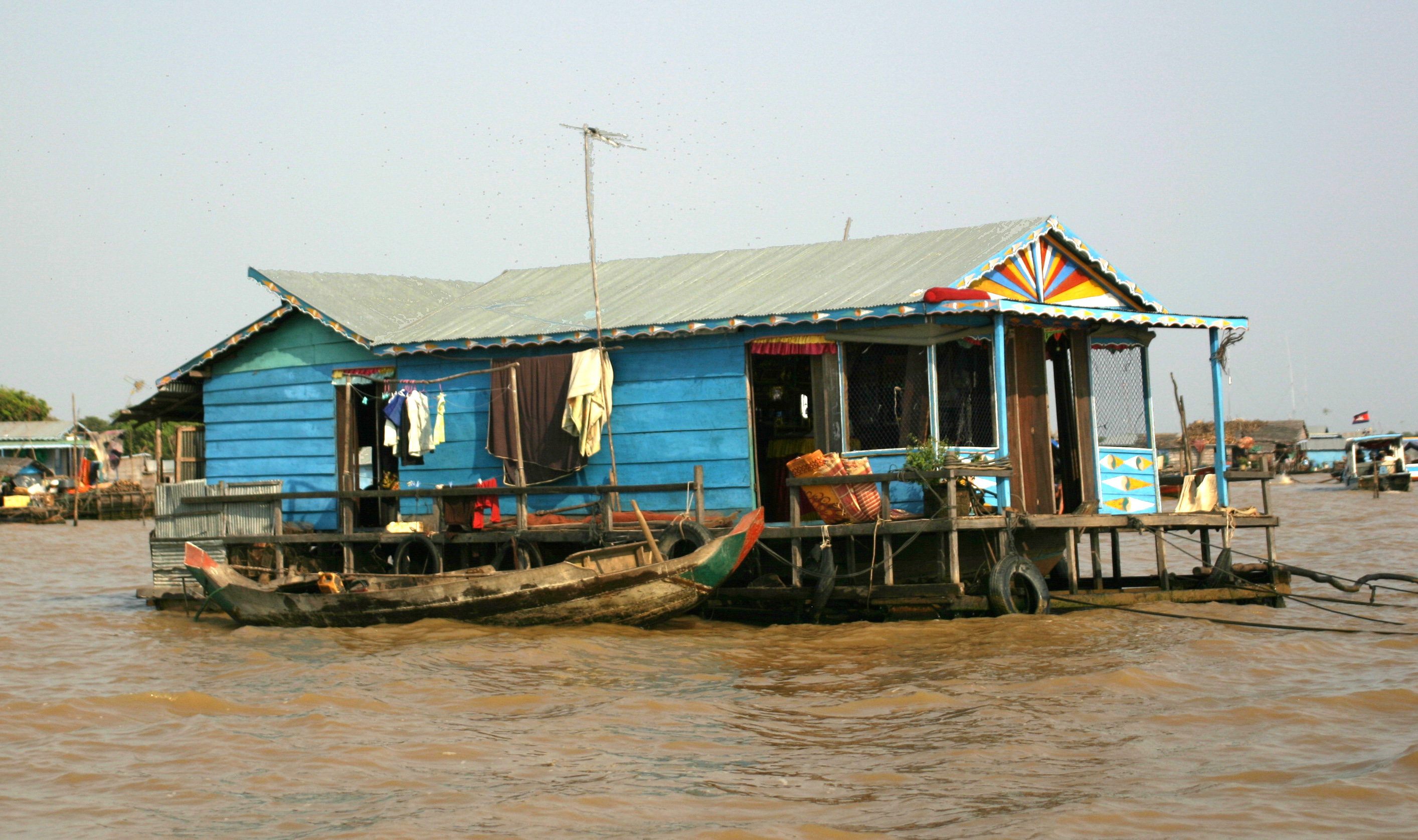
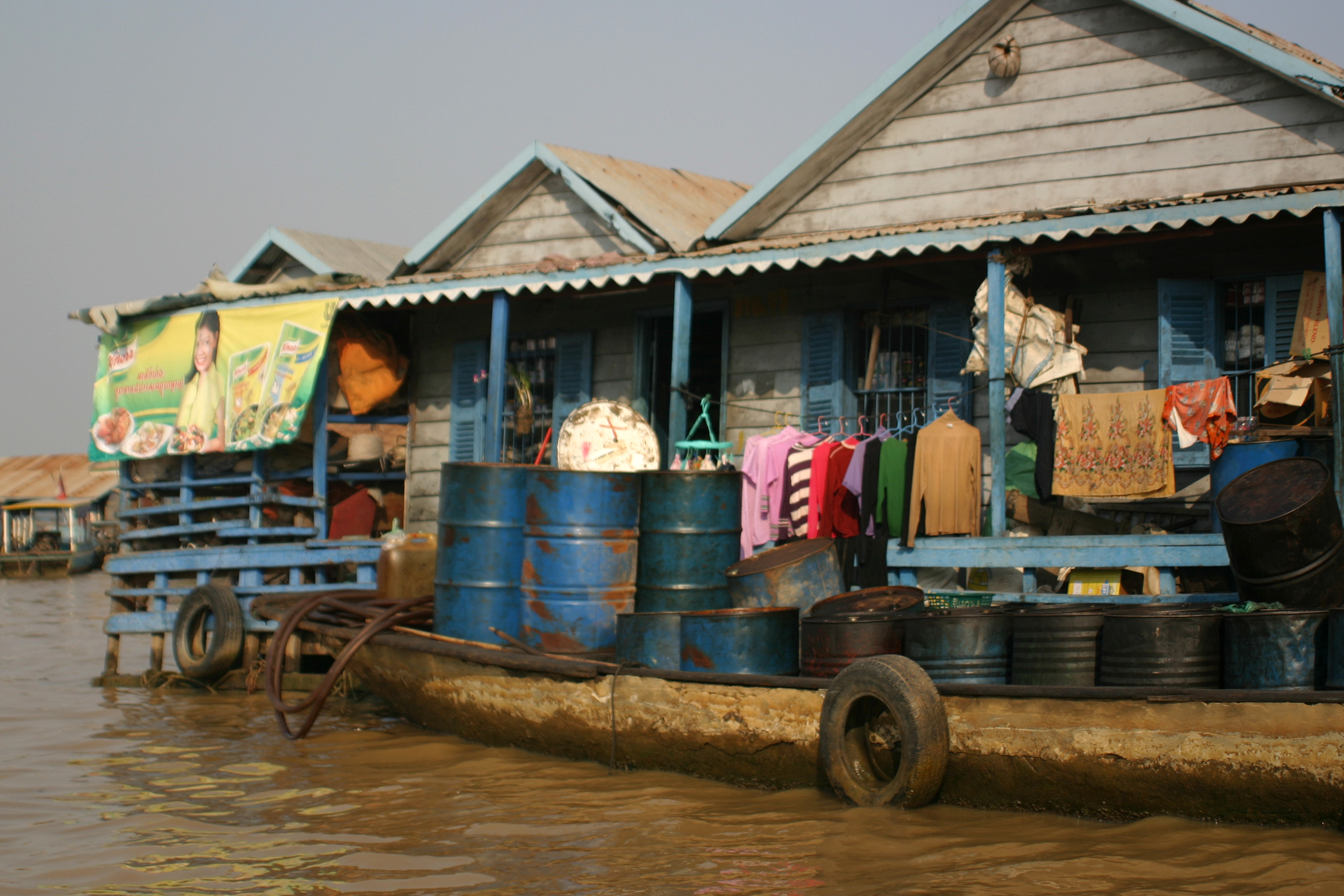
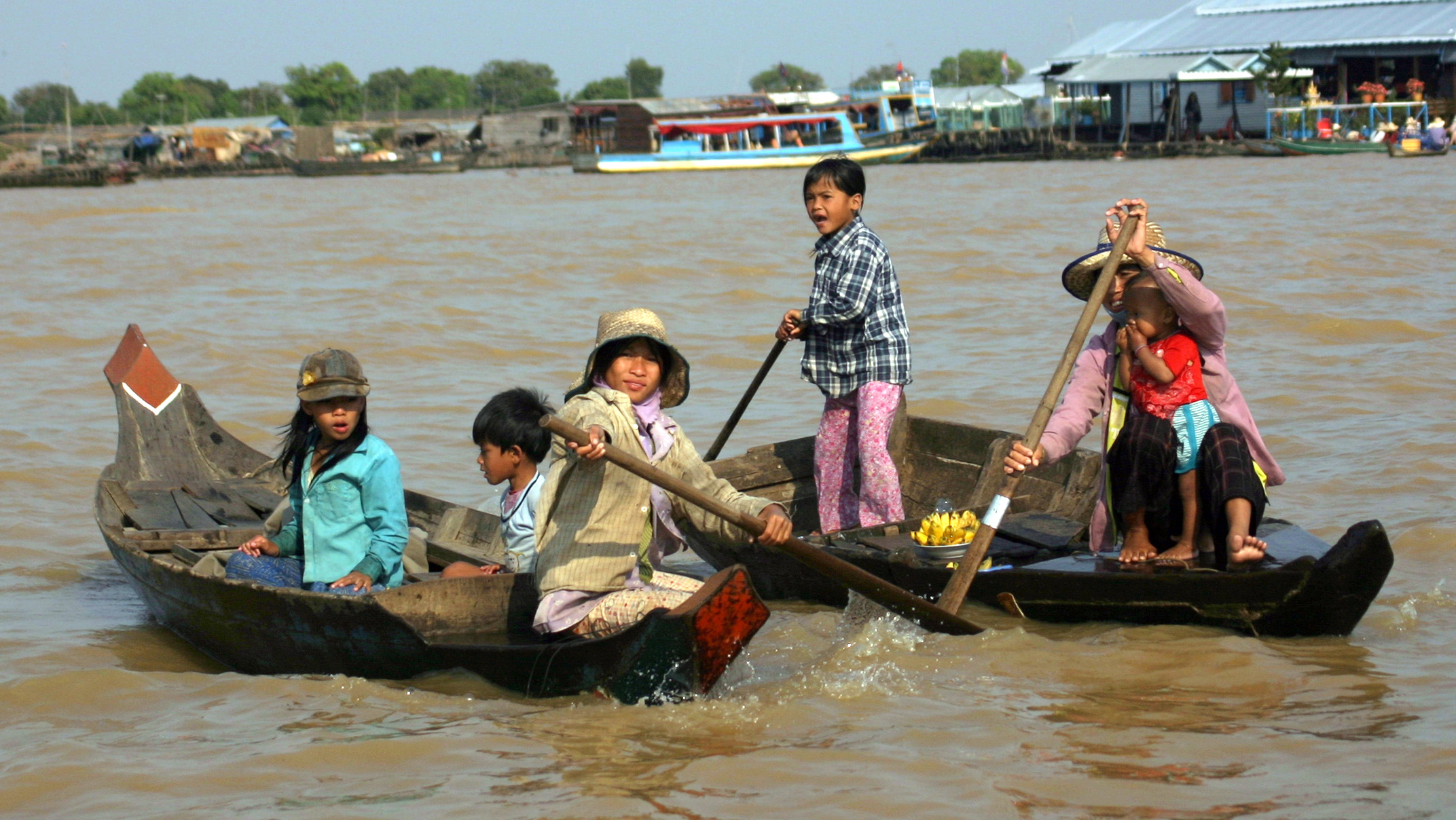
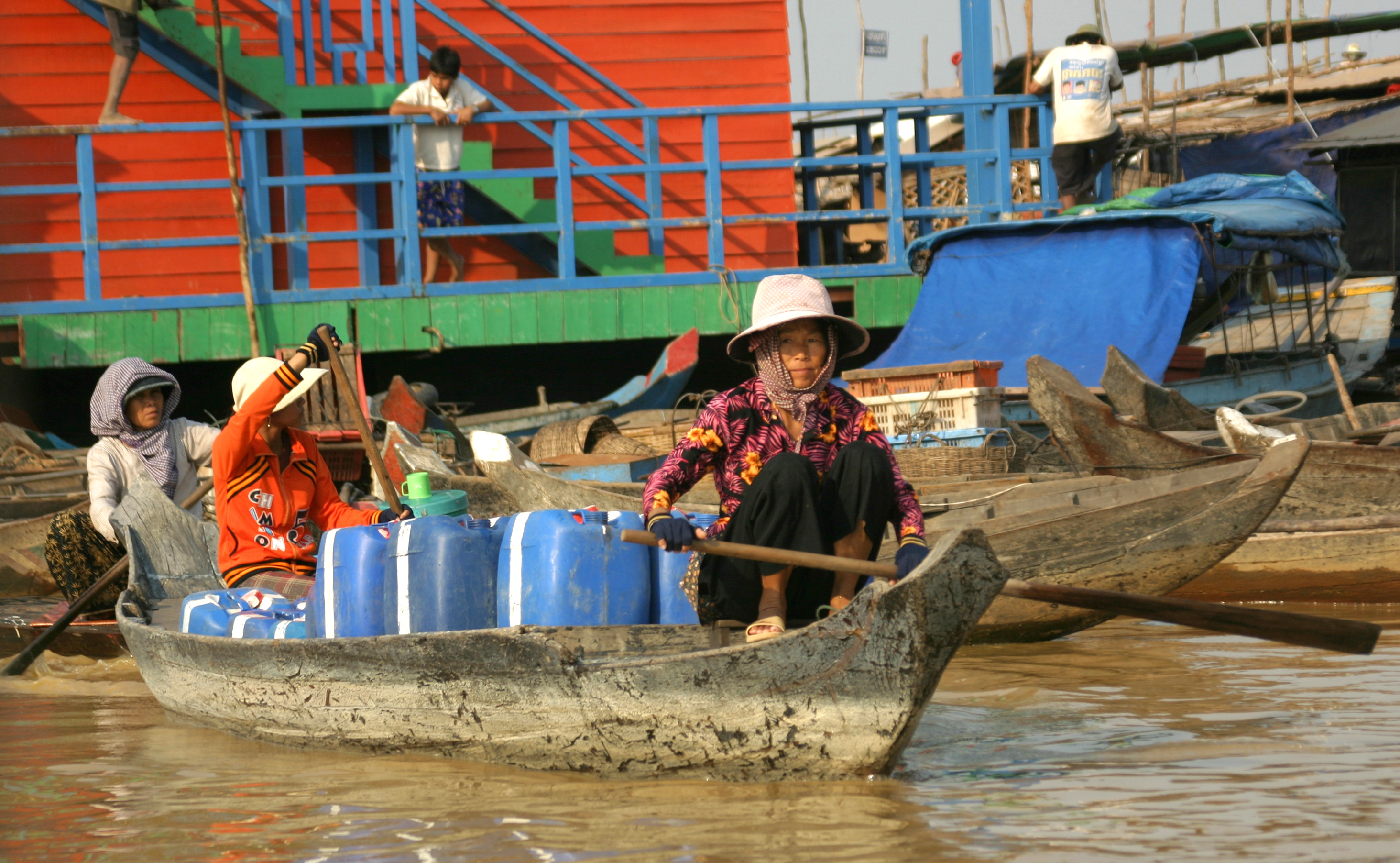
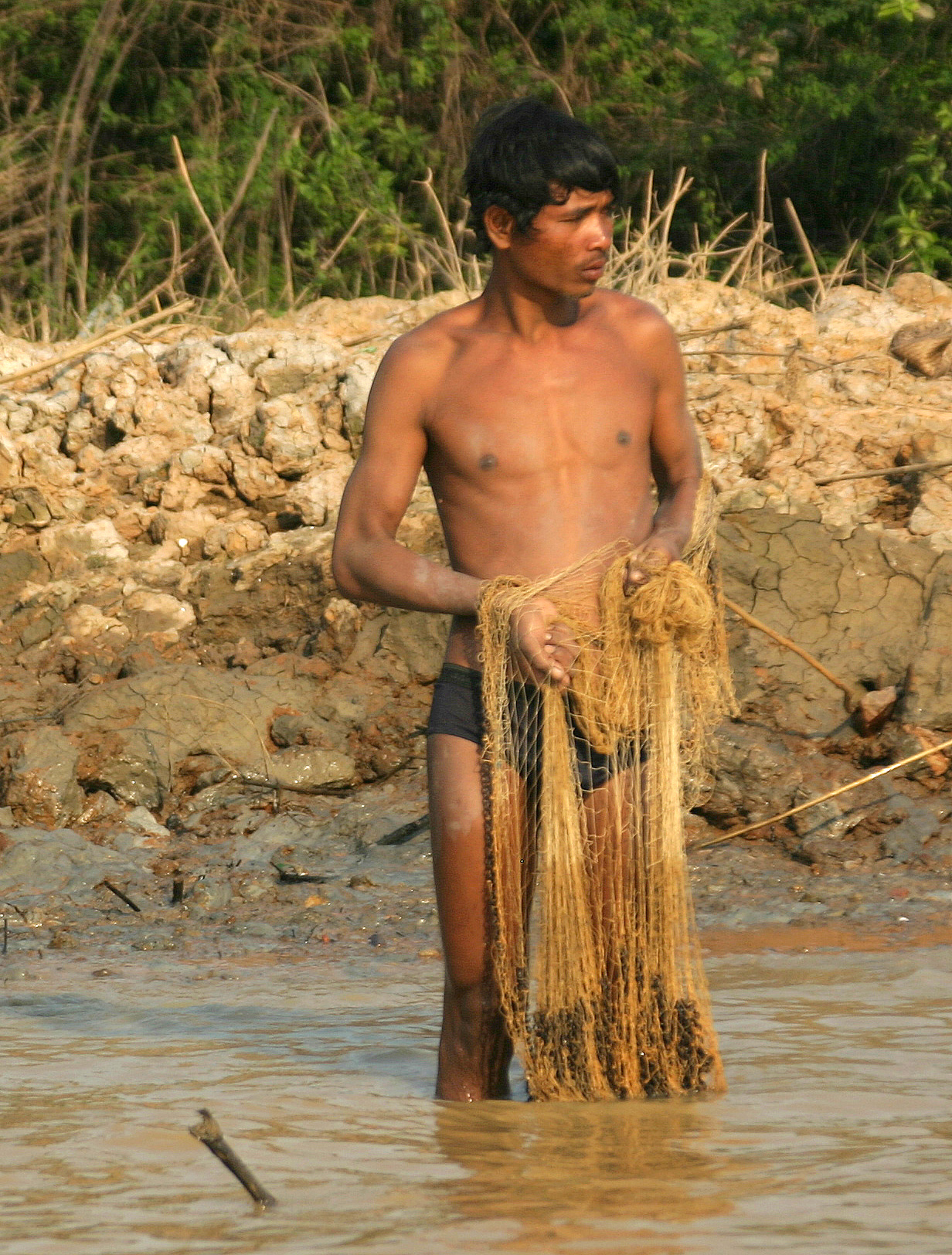
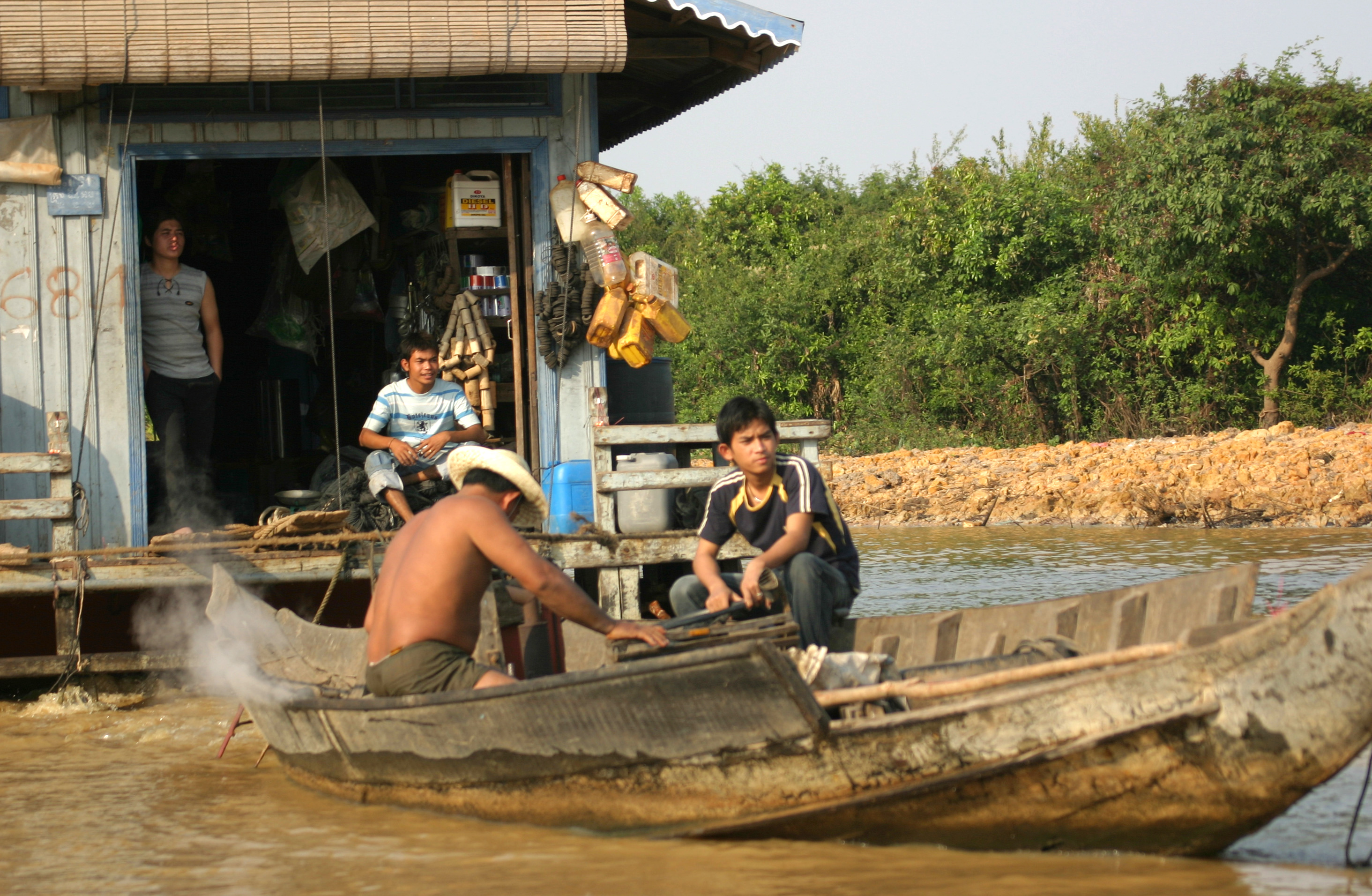